# کورت فرانتس
کورت فرانتس (به آلمانی: Kurt Franz) (زاده ۱۷ ژانویه ۱۹۱۴، مرگ ۴ ژوئیه ۱۹۹۸) یک افسر آلمانی در دوره رایش سوم و از اوت ۱۹۴۳ تا ۱۹ اکتبر ۱۹۴۳ فرمانده اردوگاه مرگ تربلینکا بود. وی در ۲ دسامبر ۱۹۵۹ دستگیر شد و در سال ۱۹۶۵ به حبس ابد محکوم شد ولی در سال ۱۹۹۳ آزاد شد و در ۴ ژوئیه ۱۹۹۸ در ووپرتال آلمان درگذشت.